# Психолінгвістичний текстовий аналіз

## Психолінгвістичний аналіз тексту/дискурсу
Метод психолінгвістичного аналізу (ПЛА) тексту/дискурсу спрямований на дослідження вербальних характеристик текстів. До уваги беруться такі показники:
- обсяг тексту;
- кількість речень;
- їх середній розмір;
- коефіцієнт лексичної різноманітності;
- коефіцієнт агресивності/ дієслівності;
- коефіцієнт логічної зв'язності;
- коефіцієнт емболії .

Показник середнього розміру речень свідчить про особливості вербального інтелекту чи про різку зміну емоційного стану. Існує негативний кореляційний зв'язок між збільшенням ступеня емоційності мовлення та обсягом висловлювання: що емоційнішим є мовець, то коротшими висловлюваннями він/вона висловлюватиметься.

Коефіцієнт словникової різноманітності є одним із найпотужніших у психолінгвістичній діагностиці тексту. Як зазначає український письменник Г. Г. Почепцов, завдяки встановленню цього коефіцієнта в мовленні людини можна виявити психопатологію, наприклад шизофренію, а також схильність до неї.
Словникова різноманітність також свідчить про особливості вербального інтелекту. Коефіцієнт вираховується за такою формулою:

Коефіцієнт словникової різноманітності = Nрізних слів/Nвсіх слів*100 %, N — кількість

Коефіцієнт дієслівності інакше називається коефіцієнтом агресивності. Це співвідношення кількості дієслів і дієслівних форм (дієприкметників та дієприслівників) до загальної кількості всіх слів. Коефіцієнт вираховується за такою формулою:

Коефіцієнт дієслівності= Nдієслів/Nвсіх слів*100 %, N — кількість

Високий коефіцієнт агресивності свідчить про високу емоційну напруженість тексту, динаміку подій, нестабільний емоційний стан автора під час синтезу тексту.

Коефіцієнт логічної зв'язності також вираховується за формулою співвідношення загальної кількості службових слів (сполучників і прийменників) до загальної кількості речень. Величини в межах одиниці забезпечують досить гармонійне співвідношення службових слів та синтаксичних конструкцій у тексті:

Коефіцієнт логічної зв'язності=Nслужб.слів/Nречень, N — кількість

Коефіцієнт емболії (мед. ембола — закупорка кровоносної судини), прагматичної маркованості чи «засміченості» мовлення, становить собою співвідношення загальної кількості ембол, тобто слів, які не несуть сематичного навантаження, до загальної кількості слів у реченні. До складу таких слів належать:
1) вигуки («ну», «ніби», «знаєш», «ж», «типу», «ой» і т. ін.), вульгаризми (ненормативна лексика), 2)нерелевантні повтори, 
3) прагматичні (вставні слова або вирази)
4)маркери та деякі дискурсивні маркери за винятком тих, що функціонують як засоби зв'язності (когезії) й цілісності (когерентності) тексту (отже, відтак, тому, адже, оскільки, але, однак, бо, проте, водночас, до речі та ін.).              Коефіцієнт емболії негативно корелює з       показниками вербального інтелекту і ступенем емоційного збудження мовця/ автора тексту, а також дає уявлення про загальну культуру мовлення:

Коефіцієнт емболії= Nембол/Nусіх слів*100 %, N — кількість